# Hibino Nao
Hibino Nao (日比野 菜緒; Hepburn: Hibino Nao) (Icsinomija, 1994. november 28. –) japán hivatásos teniszezőnő, olimpikon.
2012 óta tartó pályafutása során egyéniben három WTA- és kilenc ITF-tornagyőzelmet aratott, míg párosban három WTA- és 11 ITF-tornán végzett az első helyen. Legjobb eredménye Grand Slam-tornákon egyéniben a második kör, ahova mind a négy tornán sikerült bejutnia, párosban a harmadik kör a 2016-os és a 2018-as US Openen. A világranglistán az eddigi legjobb helyezése egyéniben az 56. hely, amelyet 2016. január 18-án ért el, párosban a legjobbjaként a 43. helyen 2017. július 31-én állt.
A japán Fed-kupa-csapatnak 2016 óta tagja. Japán képviseletében egyéniben vett részt a 2016-os riói olimpián.

## WTA döntői

### Egyéni

#### Győzelmei (3)
| Összesítés            |                              |
| Grand Slam-torna (0)  |                              |
| Premier Mandatory (0) | WTA 1000 (kötelező)* (0)     |
| Premier Five (0)      | WTA 1000 (nem kötelező)* (0) |
| Premier (0)           | WTA 500* (0)                 |
| International (2)     | WTA 250* (1)                 |

*2021-től megváltozott a tornák kategóriáinak elnevezése.
|    | Dátum                | Torna                               | Borítás | Ellenfél a döntőben | Döntő eredménye |
| 1. | 2015. október 3.     | Tashkent Open, Taskent, Üzbegisztán | Kemény  | Donna Vekić         | 6–2, 6–2        |
| 2. | 2019. szeptember 15. | Japán Women’s Open, Hirosima, Japán | Kemény  | Doi Miszaki         | 6–3, 6–2        |
| 3. | 2023. augusztus 6.   | Prague Open, Prága, Csehország      | Kemény  | Linda Nosková       | 6–4, 6–1        |

#### Elveszített döntői (3)
|    | Dátum            | Torna                                  | Borítás | Ellenfél a döntőben | Döntő eredménye |
| 1. | 2016. október 1. | Tashkent Open, Taskent, Üzbegisztán    | Kemény  | Kristýna Plíšková   | 3–6, 6–2, 3–6   |
| 2. | 2017. március 5. | Malaysian Open, Kuala Lumpur, Malajzia | Kemény  | Ashleigh Barty      | 3–6, 2–6        |
| 3. | 2017. július 30. | Jiangxi Open, Nancsang, Kína           | Kemény  | Peng Suaj           | 3–6, 2–6        |

### Páros

#### Győzelmei (3)
| Összesítés            |                              |
| Grand Slam-torna (0)  |                              |
| Premier Mandatory (0) | WTA 1000 (kötelező)* (0)     |
| Premier Five (0)      | WTA 1000 (nem kötelező)* (0) |
| Premier (0)           | WTA 500* (0)                 |
| International (2)     | WTA 250* (1)                 |

*2021-től megváltozott a tornák kategóriáinak elnevezése.
|    | Dátum                | Torna                               | Borítás | Partner             | Ellenfelek a döntőben              | Eredmény a döntőben | Eredmény a döntőben |
| 1. | 2017. április 9.     | Monterrey Open, Monterrey, Mexikó   | Kemény  | Alicja Rosolska     | Dalila Jakupović Nagyija Kicsenok  | 6–2, 7–6(4)         |                     |
| 2. | 2019. szeptember 15. | Japán Women's Open, Hirosima, Japán | Kemény  | Doi Miszaki         | Christina McHale Valerija Szavinih | 3–6, 6–4, [10–4]    |                     |
| 3. | 2023. augusztus 6.   | Prague Open, Prága, Csehország      | Kemény  | Okszana Kalasnikova | Quinn Gleason Elixane Lechemia     | 6–7(7), 7–5, [10–3] |                     |

#### Elveszített döntői (4)
|    | Dátum                | Torna                                | Borítás    | Partner             | Ellenfelek a döntőben                | Eredmény a döntőben |
| 1. | 2017. szeptember 30. | Tashkent Open, Taskent, Üzbegisztán  | Kemény     | Okszana Kalasnikova | Babos Tímea Andrea Hlaváčková        | 5–7, 4–6            |
| 2. | 2018. február 4.     | Taiwan Open, Tajpej, Tajvan          | Kemény (f) | Okszana Kalasnikova | Tuan Jing-jing Vang Ja-fan           | 6–7(4), 6–7(5)      |
| 3. | 2019. október 13.    | Tianjin Open, Tiencsin, Kína         | Kemény     | Kató Miju           | Aojama Súko Sibahara Ena             | 3–6, 5–7            |
| 4. | 2021. április 25.    | Istanbul Cup, Isztambul, Törökország | Salak      | Ninomija Makoto     | Veronyika Kugyermetova Elise Mertens | 1–6, 1–6            |

## WTA 125K döntői: 2 (0–2)

### Páros: 2 (0–2)
| Eredmény | No. | Dátum            | Torna                                 | Borítás | Partner             | Ellenfelek a döntőben                | Eredmény         |
| -------- | --- | ---------------- | ------------------------------------- | ------- | ------------------- | ------------------------------------ | ---------------- |
| Döntő    | 1.  | 2024. június 9.  | Makarska Open, Makarska, Horvátország | Salak   | Okszana Kalasnikova | Sabrina Santamaria Irina Simanovics  | 4–6, 6–3, [6–10] |
| Döntő    | 2.  | 2024. október 6. | Hong Kong 125 Open, Hongkong          | Kemény  | Ninomija Makoto     | Monica Niculescu Elena-Gabriela Ruse | 3–6, 7–5, [5–10] |

## ITF döntői

### Egyéni: 14 (9–5)
| $100,000 torna          |
| $80,000 torna           |
| $50,000 / $60,000 torna |
| $25,000 torna           |
| $10,000 torna           |

| Borításonként |
| ------------- |
| Kemény (6–4)  |
| Salak (0–0)   |
| Fű (2–1)      |
| Szőnyeg (1–0) |

| Eredmény | Gy–V | Dátum                | Torna                    | Borítás     | Ellenfél           | Eredmény              |
| -------- | ---- | -------------------- | ------------------------ | ----------- | ------------------ | --------------------- |
| Győztes  | 1–0  | 2012. június 17.     | ITF Tokyo, Japán         | Kemény      | Tanaka Mari        | 6–0, 6–2              |
| Győztes  | 2–0  | 2012. június 24.     | ITF Mie, Japán           | Fű          | Kosino Jurina      | 6–2, 0–6, 6–3         |
| Győztes  | 3–0  | 2012. szeptember 15. | ITF Kyoto, Japán         | Szőnyeg (f) | Tanaka Júki        | 6–4, 2–6, 6–2         |
| Győztes  | 4–0  | 2013. szeptember 1.  | ITF Tsukuba, Japán       | Kemény      | Szema Erika        | 6–4, 7–6(2)           |
| Döntős   | 4–1  | 2014. június 15.     | ITF Fergana, Üzbegisztán | Kemény      | Nigina Abduraimova | 3–6, 4–6              |
| Döntős   | 4–2  | 2015. május 10.      | ITF Fukuoka, Japán       | Fű          | Kristýna Plíšková  | 5–7, 4–6              |
| Győztes  | 5–2  | 2015. május 17.      | ITF Kurume, Japán        | Fű          | Hozumi Eri         | 6–3, 6–1              |
| Győztes  | 6–2  | 2015. július 19.     | ITF Stockton, USA        | Kemény      | An-Sophie Mestach  | 6–1, 7–6(6)           |
| Győztes  | 7–2  | 2015. augusztus 2.   | ITF Lexington, USA       | Kemény      | Samantha Crawford  | 6–2, 6–1              |
| Döntős   | 7–3  | 2015. november 22.   | ITF Tokyo, Japán         | Kemény      | Csang Suaj         | 4–6, 1–6              |
| Döntős   | 7–4  | 2017. október 29.    | ITF Liuzhou, Kína        | Kemény      | Vang Ja-fan        | 6–3, 4–6, 3–3 feladta |
| Győztes  | 8–4  | 2018. július 15.     | ITF Honolulu, USA        | Kemény      | Jessica Pegula     | 6–0, 6–2              |
| Döntős   | 8–5  | 2022. június 12.     | ITF Chiang Rai, Thaiföld | Kemény      | Kao Hszin-jü       | 1–6, 6–1, 3–6         |
| Győztes  | 9–5  | 2023. április 9.     | Kashiwa, Japán           | Kemény      | Jang Su-jeong      | 6–4, 6–3              |

### Páros (11–6)
| $100,000 torna        |
| $80,000 torna         |
| $50,000/$60,000 torna |
| $25,000 torna         |
| 15,000 torna          |
| $10,000 torna         |

| Borításonként |
| ------------- |
| Kemény (8–5)  |
| Salak (1–1)   |
| Fű (1–0)      |
| Szőnyeg (1–0) |

| Eredmény | No. | Dátum                | Torna                                            | Borítás     | Partner             | Ellenfelek                                | Eredmény          |
| -------- | --- | -------------------- | ------------------------------------------------ | ----------- | ------------------- | ----------------------------------------- | ----------------- |
| Győztes  | 1.  | 2012. szeptember 15. | Kyoto, Japán                                     | Szőnyeg (f) | Mutagucsi Emi       | Kató Miju Mori Miszaki                    | 6–4, 6–3          |
| Döntős   | 1.  | 2013. május 5.       | Gifu, Japán                                      | Kemény      | Szavajanagi Riko    | Luksika Kumkhum Szema Erika               | 4–6, 3–6          |
| Győztes  | 2.  | 2013. május 25.      | Goyang, Dél-Korea                                | Kemény      | Ómae Akiko          | Yoo Mi Han Na-lae                         | 6–4, 6–4          |
| Döntős   | 2.  | 2014. június 15.     | Fergana, Üzbegisztán                             | Kemény      | Prarthana Thombare  | Kuvata Hiroko Tanaka Mari                 | 1–6, 4–6          |
| Győztes  | 3.  | 2015. április 4.     | Bangkok, Thaiföld                                | Kemény      | Kató Miju           | Inoue Mijabi Ómae Akiko                   | 6–4, 6–2          |
| Döntős   | 3.  | 2015. április 11.    | Ahmadábád, India                                 | Kemény      | Prarthana Thombare  | Peangtarn Plipuech Nungnadda Wannasuk     | 3–6, 6–2, [10–12] |
| Döntős   | 4.  | 2015. július 26.     | Sacramento, Egyesült Államok                     | Kemény      | Rosie Johanson      | Ashley Weinhold Caitlin Whoriskey         | 4–6, 6–3, [12–14] |
| Győztes  | 4.  | 2015. augusztus 2.   | Lexington, Egyesült Államok                      | Kemény      | Emily Webley-Smith  | Nicha Lertpitaksinchai Peangtarn Plipuech | 6–2, 6–2          |
| Győztes  | 5.  | 2016. október 30.    | Poitiers, Franciaország                          | Kemény (f)  | Alicja Rosolska     | Alexandra Cadanțu Nicola Geuer            | 6–0, 6–0          |
| Döntős   | 5.  | 2018. március 10.    | Csuhaj, Kína                                     | Kemény      | Danka Kovinić       | Anna Blinkova Lesley Kerkhove             | 5–7, 4–6          |
| Győztes  | 6.  | 2018. október 20.    | Szucsou, Kína                                    | Kemény      | Doi Miszaki         | Luksika Kumkhum Peangtarn Plipuech        | 6–2, 6–3          |
| Győztes  | 7.  | 2019. augusztus 17.  | Vancouver, Kanada                                | Kemény      | Kató Miju           | Naomi Broady Erin Routliffe               | 6–2, 6–2          |
| Győztes  | 8.  | 2019. november 10.   | Sencsen, Kína                                    | Kemény      | Ninomija Makoto     | Sofia Shapatava Emily Webley-Smith        | 6–4, 6–0          |
| Győztes  | 9.  | 2022. május 8.       | Bonita Springs, Amerikai Egyesült Államok        | Salak       | Babos Tímea         | Volha Havarcova Katarzyna Kawa            | 6–4, 3–6, [10–7]  |
| Győztes  | 10. | 2022. október 2.     | Templeton, Kalifornia, Amerikai Egyesült Államok | Kemény      | Sabrina Santamaria  | Sophie Chang Katarzyna Kawa               | 6–4, 7–6(4)       |
| Döntős   | 6.  | 2023. április 30.    | Charlottesville, Amerikai Egyesült Államok       | Salak       | Stollár Fanny       | Sophie Chang Jüan Jüe                     | 3–6, 3–6          |
| Győztes  | 11. | 2023. június 25.     | Ilkley, Egyesült Királyság                       | Fű          | Natalija Stevanović | Maja Chwalińska Jesika Malečková          | 7–6(10), 7–6(5)   |

## Év végi világranglista-helyezései
| Év     | 2012  | 2013 | 2014 | 2015 | 2016 | 2017 | 2018 | 2019 | 2020 | 2021 | 2022 | 2023 | 2024 |
| Egyéni | 578.  | 291. | 207. | 78.  | 86.  | 92.  | 119. | 102. | 72.  | 126. | 137. | 90.  | 152. |
| Páros  | 1068. | 327. | 318. | 167. | 76.  | 50.  | 68.  | 66.  | 68.  | 104. | 125. | 147. | 122. |